# Loudy Wiggins
Loudy Wiggins (née Loudy Tourky le 7 juillet 1979) est une plongeuse australienne du plongeon de haut vol.

## Palmarès

### Jeux olympiques
- Jeux olympiques de 2000 à Sydney (Australie) :
  -  Médaille de bronze du plongeon synchronisé à 10 m.

- Jeux olympiques de 2004 à Athènes (Grèce) :
  -  Médaille de bronze du plongeon individuel à 10 m.

### Championnats du monde de natation
- Championnats du monde 2001 à Fukuoka (Japon) :
  -  Médaille de bronze du plongeon individuel à 10 m.
- Championnats du monde 2003 à Barcelone (Espagne) :
  -  Médaille d'or du plongeon synchronisé à 10 m.
- Championnats du monde 2005 à Montréal (Canada) :
  -  Médaille d'argent du plongeon individuel à 10 m.